# Лейхт, Степан Андреевич
 Степан Андреевич Лейхт  (1831—1907) — генерал от инфантерии русской императорской армии, председатель Главного военного суда Российской империи.

## Биография
Родился 1 (13) января 1831 года в семье дворян Полтавской губернии.
Первоначальное образование получил в Петровском Полтавском кадетском корпусе (1848) и в Дворянском полку.
В 1850 году был выпущен прапорщиком в Лейб-гвардейский Волынский полк с прикомандированием к Михайловскому артиллерийскому училищу для продолжения курса высших наук. В 1852 году по окончании старшего офицерского класса был назначен репетитором по артиллерии в Дворянский полк. В 1853 году был переведен во 2-ю лейб-гвардейскую артиллерийскую 6ригаду, с оставлением в Дворянском полку.
Во время Крымской войны 1853—56 года, в 1854 году был командирован в распоряжение начальствующего над невскими береговыми батареями генерала от кавалерии А. И. Арнольди для постоянного дежурства, которое вёл до 31 октября 1854 года; 14 апреля 1855 года был вторично командирован на невские батареи, затем направлен в Кронштадт.
В 1856 году был утверждён преподавателем 3-го рода по математике в Константиновское военное училище. В 1857 году был прикомандирован к технической школе, где в 1863 году занял должность инспектора классов и мастерских.
В 1864 году переведён в Санкт-Петербургскую военную гимназию, где занял должность воспитателя. В 1864 году произведён в чин полковника с зачислением по гвардейской пешей артиллерии.
В 1867 году назначен военным судьёй Петербургского военно-окружного суда и в 1868 году переведён в военно-судебное ведомство; в 1870 году был произведён в генерал-майоры.
С 1870 года по 1877 год последовательно был: военным судьёй Кавказского военно-окружного суда, в 1874 году — председателем того же суда; затем — председатель Харьковского военно-окружного суда. С 19 января 1880 года назначен председателем Петербургского военно-окружного суда; 30 августа 1881 года получил чин генерал-лейтенанта.
В 1884 году назначен членом Главного военного суда. С 1890 по 1905 год занимал должность председателя Главного военного суда Российской империи; в 1894 году был награждён орденом Св. Александра Невского (в 1899 году получил к ордену бриллиантовые знаки); 6 декабря 1895 года произведён в генералы от инфантерии.
В 1905 году уволен по болезни в отставку с мундиром и с пенсией. Умер в Луге 8 (21) декабря 1907 года; похоронен на Лиговском (Луговском?[уточнить]) кладбище.
С 13 ноября 1855 года был женат на Серафиме Павловне Липовской; имели сына, Константина (03.04.1862 — не ранее 1901).

## Награды
- орден Св. Станислава 3-й ст. (1859)
- орден Св. Анны 2-й ст. (1869)
- орден Св. Владимира 3-й ст. (1874)
- орден Св. Станислава 1-й ст. (1878)
- орден Св. Анны 1-й ст. (1883)
- орден Св. Владимира 2-й ст. (1886)
- орден Белого орла (1889)
- Знак отличия беспорочной службы «XL лет» (1891)
- орден Св. Александра Невского (1894; бриллиантовые знаки к ордену — 1899)
- орден Св. Владимира 1-й ст. (1905)